# Pyxicephalus
Pyxicephalus – rodzaj płazów bezogonowych z podrodziny Pyxicephalinae w rodzinie Pyxicephalidae.

## Zasięg występowania
Rodzaj obejmuje gatunki występujące w niezalesionych obszarach Czarnej Afryki w pozornie w odizolowanych populacjach.

## Systematyka

### Etymologia
- Pyxicephalus: gr. πυξις puxis „pudełko, skrzynka”[6]; κεφαλος -kephalos „-głowy”, od κεφαλη  kephalē „głowa”[7].
- Maltzania: Hermann Friedrich Freiherr von Maltzan (1843–1891), niemiecki malakolog i podróżnik[3]. Gatunek typowy: Maltzania bufonia Boettger, 1881 (= Pyxicephalus edulis Peters, 1854).
- Phrynopsis: gr. φρυνη phrunē, φρυνης phrunēs „ropucha”[8]; οψις opsis, οψεως opseōs „wygląd, oblicze, twarz”[9]. Gatunek typowy: Phrynopsis boulengerii Pfeffer, 1893 (= Pyxicephalus edulis Peters, 1854).

### Podział systematyczny
Do rodzaju należą następujące gatunki:
- Pyxicephalus adspersus Tschudi, 1838 – buczek południowoafrykański[10]
- Pyxicephalus angusticeps Parry, 1982
- Pyxicephalus beytelli Du Preez, Netherlands, Rödel & Channing, 2024
- Pyxicephalus edulis Peters, 1854
- Pyxicephalus obbianus Calabresi, 1927